# Chuck Eddy
Chuck Eddy (Detroit, 1960. november 26. –) amerikai zenei újságíró.
A karrierjét a The Village Voice és Creem magazinoknál kezdte, utóbbi munkatársaként ő készítette az 1980-as években az egyik legelső komoly interjút a Beastie Boysszal. Később a Rolling Stone, Spin és Entertainment Weekly magazinoknak dolgozott. Két könyve is megjelent: Stairway to Hell: The 500 Best Heavy Metal Albums in the Universe és The Accidental Evolution of Rock and Roll.
1999-től kezdve hét évig a Village Voice főszerkesztője volt, ezután az MTV digitális zeneszolgáltatóján vezetett blogot. Jelenleg szabadúszó.